# Cimoszka
Cimoszka est une localité polonaise de la voïvodie de Podlachie et du powiat de Sokółka.